# VfB Königsberg
VfB Königsberg (celým názvem: Verein für Bewegungsspiele Königsberg) byl německý sportovní klub, který sídlil ve východopruské metropoli Königsberg (dnešní Kaliningrad v Kaliningradské oblasti). Založen byl 7. července 1900 pod názvem FC 1900 Königsberg, přejmenován byl v roce 1907 na VfB Königsberg. Klub zanikl v roce 1945 jako všechna německá sportovní sdružení ve Východním Prusku po sovětské východopruské operaci. S počtem šestnácti mistrovských titulů byl nejúspěšnějším fotbalovým klubem v celém Prusku.
Své domácí zápasy hrál nejdříve na stadionu Walter-Simon-Platz (dnes zde stojí Stadion Baltika, domovský stadion Baltiky Kaliningrad). V roce 1921 se klub přestěhoval na svůj vlastní stadion Aschmannallee ve čtvrti Maraunenhof.

## Historické názvy
- 1900 – FC 1900 Königsberg (Fußball-Club 1900 Königsberg)
- 1907 – VfB Königsberg (Verein für Bewegungsspiele Königsberg)

## Získané trofeje
- Baltische Fußballmeisterschaft ( 11× )
  - 1907/08, 1908/09, 1919/20, 1920/21, 1921/22, 1922/23, 1923/24, 1924/25, 1925/26, 1927/28, 1928/29, 1929/30
- Gauliga Ostpreußen ( 5× )
  - 1939/40, 1940/41, 1941/42, 1942/43, 1943/44
- Mistr Königsbergu ( 13× )
  - 1903/04, 1904/05, 1905/06, 1906/07, 1907/08, 1908/09, 1910/11, 1911/12, 1920/21, 1921/22, 1922/23, 1923/24, 1924/25
- Mistr Východního Pruska ( 12× )
  - 1920/21, 1921/22, 1922/23, 1923/24, 1924/25, 1925/26, 1926/27, 1927/28, 1928/29, 1929/30, 1930/31, 1931/32

## Galerie

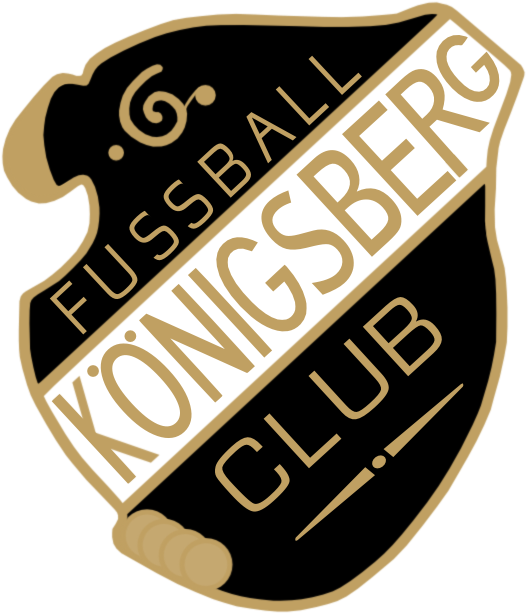
Logo v letech 1900–1907.
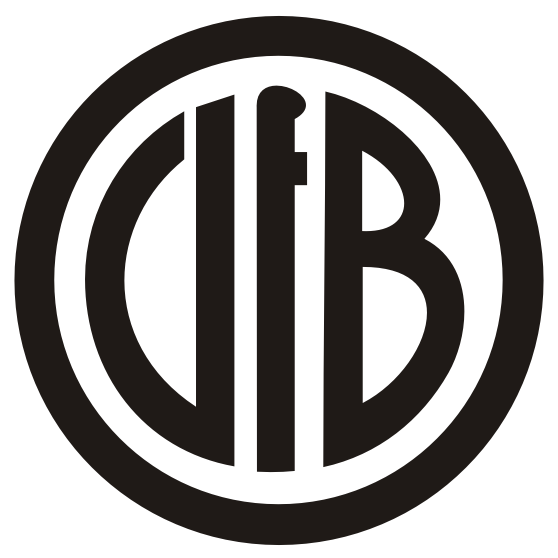
První logo VfB.
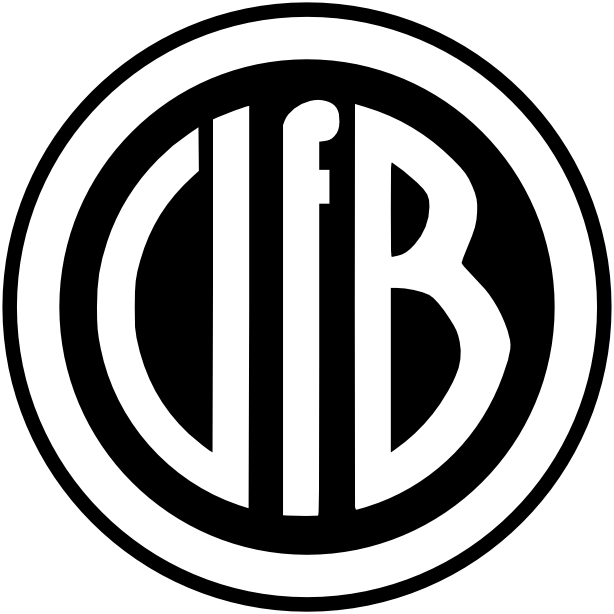
Logo k 25. výročí od založení klubu.
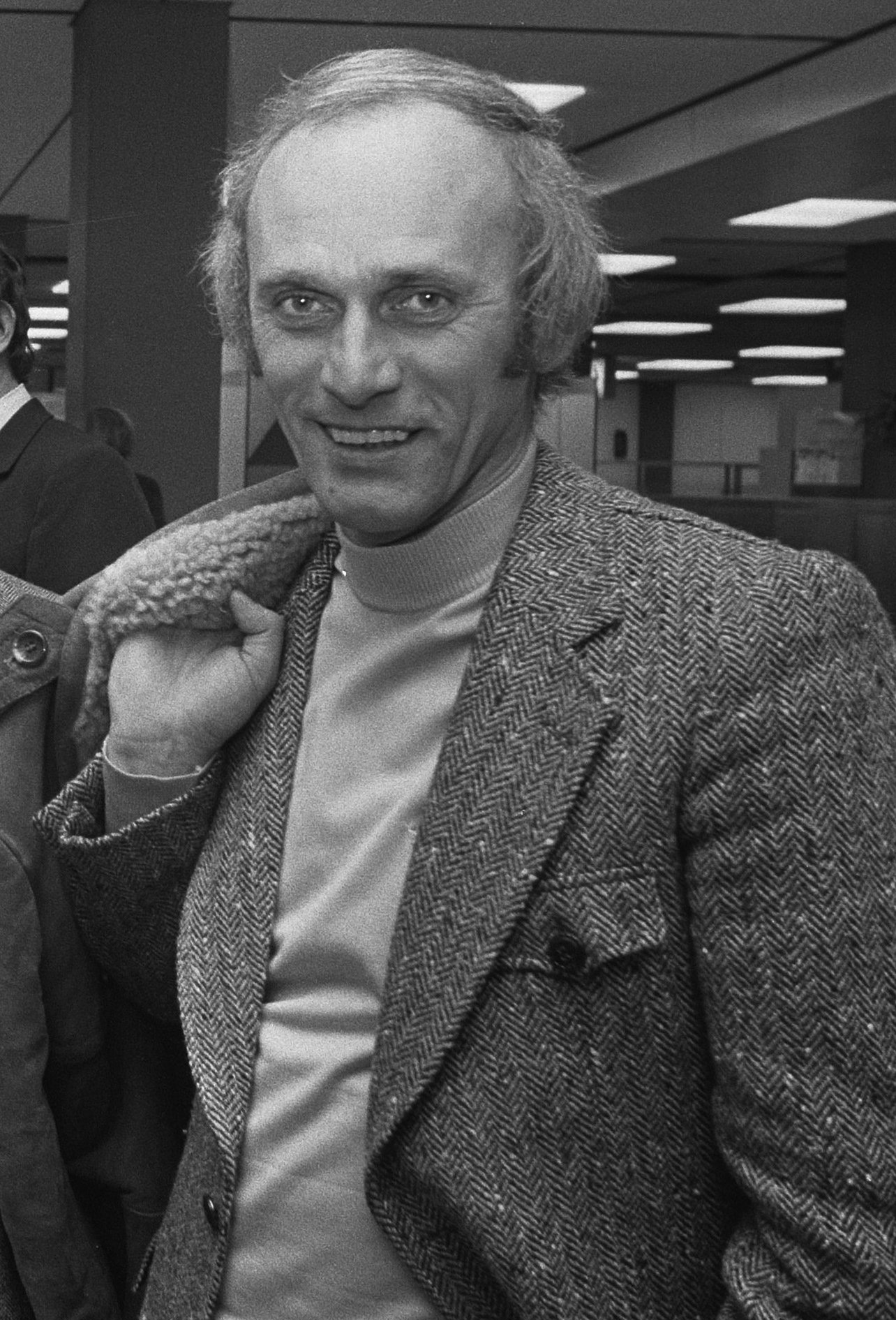
Udo Lattek, slavný odchovanec klubu. Pozdější úspěšný trenér Bayernu Mnichov a Borussie Mönchengladbach.

## Umístění v jednotlivých sezonách

### Turnajový systém (1903 – 1933)
Zdroj: 
Legenda: Z - zápasy, V - výhry, R - remízy, P - porážky, VG - vstřelené góly, OG - obdržené góly, +/- - rozdíl skóre, B - body, červené podbarvení - sestup, zelené podbarvení - postup, fialové podbarvení - reorganizace, změna skupiny či soutěže
| Německé císařství (1903 – 1918)                                                          |        |                                                            |                                                            |                                                            |                                                            |                                                            |                                                            |                                                            |                                                            |                                                            |
| Liga                                                                                     | Úroveň | Z                                                          | V                                                          | R                                                          | P                                                          | VG                                                         | OG                                                         | +/-                                                        | B                                                          | Pozice                                                     |
| Sezóna 1903/04                                                                           |        |                                                            |                                                            |                                                            |                                                            |                                                            |                                                            |                                                            |                                                            |                                                            |
| Verband Königsberger Ballspiel-Vereine                                                   | ↓      | ...                                                        | ...                                                        | ...                                                        | ...                                                        | ...                                                        | ...                                                        | ...                                                        | ...                                                        | 1.                                                         |
| Deutsche Fußballmeisterschaft                                                            | 1      | bez účasti                                                 | bez účasti                                                 | bez účasti                                                 | bez účasti                                                 | bez účasti                                                 | bez účasti                                                 | bez účasti                                                 | bez účasti                                                 | bez účasti                                                 |
| Sezóna 1904/05                                                                           |        |                                                            |                                                            |                                                            |                                                            |                                                            |                                                            |                                                            |                                                            |                                                            |
| Verband Königsberger Ballspiel-Vereine                                                   | ↓      | 6                                                          | 5                                                          | 1                                                          | 0                                                          | 24                                                         | 6                                                          | +18                                                        | 11                                                         | 1.                                                         |
| Deutsche Fußballmeisterschaft                                                            | 1      | bez účasti                                                 | bez účasti                                                 | bez účasti                                                 | bez účasti                                                 | bez účasti                                                 | bez účasti                                                 | bez účasti                                                 | bez účasti                                                 | bez účasti                                                 |
| Sezóna 1905/06                                                                           |        |                                                            |                                                            |                                                            |                                                            |                                                            |                                                            |                                                            |                                                            |                                                            |
| Verband Königsberger Ballspiel-Vereine                                                   | ↓      | ...                                                        | ...                                                        | ...                                                        | ...                                                        | ...                                                        | ...                                                        | ...                                                        | ...                                                        | 1.                                                         |
| Deutsche Fußballmeisterschaft                                                            | 1      | bez účasti                                                 | bez účasti                                                 | bez účasti                                                 | bez účasti                                                 | bez účasti                                                 | bez účasti                                                 | bez účasti                                                 | bez účasti                                                 | bez účasti                                                 |
| Sezóna 1906/07                                                                           |        |                                                            |                                                            |                                                            |                                                            |                                                            |                                                            |                                                            |                                                            |                                                            |
| Verband Königsberger Ballspiel-Vereine                                                   | ↓      | ...                                                        | ...                                                        | ...                                                        | ...                                                        | ...                                                        | ...                                                        | ...                                                        | ...                                                        | 1.                                                         |
| Deutsche Fußballmeisterschaft                                                            | 1      | bez účasti                                                 | bez účasti                                                 | bez účasti                                                 | bez účasti                                                 | bez účasti                                                 | bez účasti                                                 | bez účasti                                                 | bez účasti                                                 | bez účasti                                                 |
| Sezóna 1907/08                                                                           |        |                                                            |                                                            |                                                            |                                                            |                                                            |                                                            |                                                            |                                                            |                                                            |
| Bezirk Ostpreußen                                                                        | ↓↓     | Finále (výhra 6:4 nad Sportzirkel Samland 1904 Königsberg) | Finále (výhra 6:4 nad Sportzirkel Samland 1904 Königsberg) | Finále (výhra 6:4 nad Sportzirkel Samland 1904 Königsberg) | Finále (výhra 6:4 nad Sportzirkel Samland 1904 Königsberg) | Finále (výhra 6:4 nad Sportzirkel Samland 1904 Königsberg) | Finále (výhra 6:4 nad Sportzirkel Samland 1904 Königsberg) | Finále (výhra 6:4 nad Sportzirkel Samland 1904 Königsberg) | Finále (výhra 6:4 nad Sportzirkel Samland 1904 Königsberg) | Finále (výhra 6:4 nad Sportzirkel Samland 1904 Königsberg) |
| Baltische Fußballmeisterschaft                                                           | ↓      | Finále (výhra 11:0 nad BuEV Danzig)                        | Finále (výhra 11:0 nad BuEV Danzig)                        | Finále (výhra 11:0 nad BuEV Danzig)                        | Finále (výhra 11:0 nad BuEV Danzig)                        | Finále (výhra 11:0 nad BuEV Danzig)                        | Finále (výhra 11:0 nad BuEV Danzig)                        | Finále (výhra 11:0 nad BuEV Danzig)                        | Finále (výhra 11:0 nad BuEV Danzig)                        | Finále (výhra 11:0 nad BuEV Danzig)                        |
| Deutsche Fußballmeisterschaft                                                            | 1      | Předkolo (prohra 0:7 s BTuFC Viktoria 1889 Berlin)         | Předkolo (prohra 0:7 s BTuFC Viktoria 1889 Berlin)         | Předkolo (prohra 0:7 s BTuFC Viktoria 1889 Berlin)         | Předkolo (prohra 0:7 s BTuFC Viktoria 1889 Berlin)         | Předkolo (prohra 0:7 s BTuFC Viktoria 1889 Berlin)         | Předkolo (prohra 0:7 s BTuFC Viktoria 1889 Berlin)         | Předkolo (prohra 0:7 s BTuFC Viktoria 1889 Berlin)         | Předkolo (prohra 0:7 s BTuFC Viktoria 1889 Berlin)         | Předkolo (prohra 0:7 s BTuFC Viktoria 1889 Berlin)         |
| Sezóna 1908/09                                                                           |        |                                                            |                                                            |                                                            |                                                            |                                                            |                                                            |                                                            |                                                            |                                                            |
| Bezirk Ostpreußen                                                                        | ↓↓     | 4                                                          | 3                                                          | 0                                                          | 1                                                          | 6                                                          | 2                                                          | +4                                                         | 6                                                          | 1.                                                         |
| Baltische Fußballmeisterschaft                                                           | ↓      | Finále (výhra 1:0 nad BuEV Danzig)                         | Finále (výhra 1:0 nad BuEV Danzig)                         | Finále (výhra 1:0 nad BuEV Danzig)                         | Finále (výhra 1:0 nad BuEV Danzig)                         | Finále (výhra 1:0 nad BuEV Danzig)                         | Finále (výhra 1:0 nad BuEV Danzig)                         | Finále (výhra 1:0 nad BuEV Danzig)                         | Finále (výhra 1:0 nad BuEV Danzig)                         | Finále (výhra 1:0 nad BuEV Danzig)                         |
| Deutsche Fußballmeisterschaft                                                            | 1      | Předkolo (prohra 1:12 s BTuFC Viktoria 1889 Berlin)        | Předkolo (prohra 1:12 s BTuFC Viktoria 1889 Berlin)        | Předkolo (prohra 1:12 s BTuFC Viktoria 1889 Berlin)        | Předkolo (prohra 1:12 s BTuFC Viktoria 1889 Berlin)        | Předkolo (prohra 1:12 s BTuFC Viktoria 1889 Berlin)        | Předkolo (prohra 1:12 s BTuFC Viktoria 1889 Berlin)        | Předkolo (prohra 1:12 s BTuFC Viktoria 1889 Berlin)        | Předkolo (prohra 1:12 s BTuFC Viktoria 1889 Berlin)        | Předkolo (prohra 1:12 s BTuFC Viktoria 1889 Berlin)        |
| Sezóna 1909/10                                                                           |        |                                                            |                                                            |                                                            |                                                            |                                                            |                                                            |                                                            |                                                            |                                                            |
| Bezirk Ostpreußen                                                                        | ↓↓     | 4                                                          | 3                                                          | 0                                                          | 1                                                          | 5                                                          | 5                                                          | 0                                                          | 6                                                          | 2.                                                         |
| Baltische Fußballmeisterschaft                                                           | ↓      | bez účasti                                                 | bez účasti                                                 | bez účasti                                                 | bez účasti                                                 | bez účasti                                                 | bez účasti                                                 | bez účasti                                                 | bez účasti                                                 | bez účasti                                                 |
| Deutsche Fußballmeisterschaft                                                            | 1      | bez účasti                                                 | bez účasti                                                 | bez účasti                                                 | bez účasti                                                 | bez účasti                                                 | bez účasti                                                 | bez účasti                                                 | bez účasti                                                 | bez účasti                                                 |
| Sezóna 1910/11                                                                           |        |                                                            |                                                            |                                                            |                                                            |                                                            |                                                            |                                                            |                                                            |                                                            |
| Bezirk I - Königsberg                                                                    | ↓↓     | 6                                                          | 5                                                          | 0                                                          | 1                                                          | 26                                                         | 4                                                          | +22                                                        | 10                                                         | 1.                                                         |
| Baltische Fußballmeisterschaft                                                           | ↓      | Čtvrtfinále (prohra 1:3 s SV Allenstein)                   | Čtvrtfinále (prohra 1:3 s SV Allenstein)                   | Čtvrtfinále (prohra 1:3 s SV Allenstein)                   | Čtvrtfinále (prohra 1:3 s SV Allenstein)                   | Čtvrtfinále (prohra 1:3 s SV Allenstein)                   | Čtvrtfinále (prohra 1:3 s SV Allenstein)                   | Čtvrtfinále (prohra 1:3 s SV Allenstein)                   | Čtvrtfinále (prohra 1:3 s SV Allenstein)                   | Čtvrtfinále (prohra 1:3 s SV Allenstein)                   |
| Deutsche Fußballmeisterschaft                                                            | 1      | bez účasti                                                 | bez účasti                                                 | bez účasti                                                 | bez účasti                                                 | bez účasti                                                 | bez účasti                                                 | bez účasti                                                 | bez účasti                                                 | bez účasti                                                 |
| Sezóna 1911/12                                                                           |        |                                                            |                                                            |                                                            |                                                            |                                                            |                                                            |                                                            |                                                            |                                                            |
| Bezirk I - Königsberg                                                                    | ↓↓     | 6                                                          | 5                                                          | 1                                                          | 0                                                          | 24                                                         | 4                                                          | +20                                                        | 11                                                         | 1.                                                         |
| Baltische Fußballmeisterschaft                                                           | ↓      | Finále (prohra 2:3 s BuEV Danzig)                          | Finále (prohra 2:3 s BuEV Danzig)                          | Finále (prohra 2:3 s BuEV Danzig)                          | Finále (prohra 2:3 s BuEV Danzig)                          | Finále (prohra 2:3 s BuEV Danzig)                          | Finále (prohra 2:3 s BuEV Danzig)                          | Finále (prohra 2:3 s BuEV Danzig)                          | Finále (prohra 2:3 s BuEV Danzig)                          | Finále (prohra 2:3 s BuEV Danzig)                          |
| Deutsche Fußballmeisterschaft                                                            | 1      | bez účasti                                                 | bez účasti                                                 | bez účasti                                                 | bez účasti                                                 | bez účasti                                                 | bez účasti                                                 | bez účasti                                                 | bez účasti                                                 | bez účasti                                                 |
| Sezóna 1912/13                                                                           |        |                                                            |                                                            |                                                            |                                                            |                                                            |                                                            |                                                            |                                                            |                                                            |
| Bezirk Ostpreußen                                                                        | ↓↓     | 14                                                         | 11                                                         | 0                                                          | 3                                                          | 46                                                         | 16                                                         | +30                                                        | 22                                                         | 2.                                                         |
| Baltische Fußballmeisterschaft                                                           | ↓      | bez účasti                                                 | bez účasti                                                 | bez účasti                                                 | bez účasti                                                 | bez účasti                                                 | bez účasti                                                 | bez účasti                                                 | bez účasti                                                 | bez účasti                                                 |
| Deutsche Fußballmeisterschaft                                                            | 1      | bez účasti                                                 | bez účasti                                                 | bez účasti                                                 | bez účasti                                                 | bez účasti                                                 | bez účasti                                                 | bez účasti                                                 | bez účasti                                                 | bez účasti                                                 |
| Sezóna 1913/14                                                                           |        |                                                            |                                                            |                                                            |                                                            |                                                            |                                                            |                                                            |                                                            |                                                            |
| Bezirksklasse Ostpreußen, Bezirk I                                                       | ↓↓     | ...                                                        | ...                                                        | ...                                                        | ...                                                        | ...                                                        | ...                                                        | ...                                                        | ...                                                        |                                                            |
| Baltische Fußballmeisterschaft                                                           | ↓      | bez účasti                                                 | bez účasti                                                 | bez účasti                                                 | bez účasti                                                 | bez účasti                                                 | bez účasti                                                 | bez účasti                                                 | bez účasti                                                 | bez účasti                                                 |
| Deutsche Fußballmeisterschaft                                                            | 1      | bez účasti                                                 | bez účasti                                                 | bez účasti                                                 | bez účasti                                                 | bez účasti                                                 | bez účasti                                                 | bez účasti                                                 | bez účasti                                                 | bez účasti                                                 |
| • V letech 1914 až 1918 se německá mistrovství nekonala, a to kvůli první světové válce. |        |                                                            |                                                            |                                                            |                                                            |                                                            |                                                            |                                                            |                                                            |                                                            |
| Výmarská republika (1919 – 1933)                                                         |        |                                                            |                                                            |                                                            |                                                            |                                                            |                                                            |                                                            |                                                            |                                                            |
| Liga                                                                                     | Úroveň | Z                                                          | V                                                          | R                                                          | P                                                          | VG                                                         | OG                                                         | +/-                                                        | B                                                          | Pozice                                                     |
| Sezóna 1919/20                                                                           |        |                                                            |                                                            |                                                            |                                                            |                                                            |                                                            |                                                            |                                                            |                                                            |
| Bezirksklasse Ostpreußen, Bezirk I                                                       | ↓↓     | ...                                                        | ...                                                        | ...                                                        | ...                                                        | ...                                                        | ...                                                        | ...                                                        | ...                                                        | 2.                                                         |
| Baltische Fußballmeisterschaft                                                           | ↓      | bez účasti                                                 | bez účasti                                                 | bez účasti                                                 | bez účasti                                                 | bez účasti                                                 | bez účasti                                                 | bez účasti                                                 | bez účasti                                                 | bez účasti                                                 |
| Deutsche Fußballmeisterschaft                                                            | 1      | bez účasti                                                 | bez účasti                                                 | bez účasti                                                 | bez účasti                                                 | bez účasti                                                 | bez účasti                                                 | bez účasti                                                 | bez účasti                                                 | bez účasti                                                 |
| Sezóna 1920/21                                                                           |        |                                                            |                                                            |                                                            |                                                            |                                                            |                                                            |                                                            |                                                            |                                                            |
| Bezirksklasse Ostpreußen, Bezirk I                                                       | ↓↓     | ...                                                        | ...                                                        | ...                                                        | ...                                                        | ...                                                        | ...                                                        | ...                                                        | ...                                                        | 1.                                                         |
| Baltische Fußballmeisterschaft                                                           | ↓      | 2                                                          | 0                                                          | 1                                                          | 1                                                          | 1                                                          | 2                                                          | -1                                                         | 1                                                          | 2.                                                         |
| Deutsche Fußballmeisterschaft                                                            | 1      | bez účasti                                                 | bez účasti                                                 | bez účasti                                                 | bez účasti                                                 | bez účasti                                                 | bez účasti                                                 | bez účasti                                                 | bez účasti                                                 | bez účasti                                                 |
| Sezóna 1921/22                                                                           |        |                                                            |                                                            |                                                            |                                                            |                                                            |                                                            |                                                            |                                                            |                                                            |
| Bezirksklasse Ostpreußen, Bezirk I                                                       | ↓↓     | 12                                                         | 10                                                         | 1                                                          | 1                                                          | 32                                                         | 6                                                          | +26                                                        | 21                                                         | 1.                                                         |
| Baltische Fußballmeisterschaft                                                           | ↓      | 2                                                          | 1                                                          | 1                                                          | 0                                                          | 7                                                          | 3                                                          | +4                                                         | 3                                                          | 1.                                                         |
| Deutsche Fußballmeisterschaft                                                            | 1      | bez účasti                                                 | bez účasti                                                 | bez účasti                                                 | bez účasti                                                 | bez účasti                                                 | bez účasti                                                 | bez účasti                                                 | bez účasti                                                 | bez účasti                                                 |
| Sezóna 1922/23                                                                           |        |                                                            |                                                            |                                                            |                                                            |                                                            |                                                            |                                                            |                                                            |                                                            |
| Bezirksklasse Ostpreußen, Bezirk I                                                       | ↓↓     | ...                                                        | ...                                                        | ...                                                        | ...                                                        | ...                                                        | ...                                                        | ...                                                        | ...                                                        | 1.                                                         |
| Baltische Fußballmeisterschaft                                                           | ↓      | Finále (výhra 7:1 nad SpVgg Masovia Lyck)                  | Finále (výhra 7:1 nad SpVgg Masovia Lyck)                  | Finále (výhra 7:1 nad SpVgg Masovia Lyck)                  | Finále (výhra 7:1 nad SpVgg Masovia Lyck)                  | Finále (výhra 7:1 nad SpVgg Masovia Lyck)                  | Finále (výhra 7:1 nad SpVgg Masovia Lyck)                  | Finále (výhra 7:1 nad SpVgg Masovia Lyck)                  | Finále (výhra 7:1 nad SpVgg Masovia Lyck)                  | Finále (výhra 7:1 nad SpVgg Masovia Lyck)                  |
| Deutsche Fußballmeisterschaft                                                            | 1      | Semifinále (prohra 2:3 s Hamburger SV)                     | Semifinále (prohra 2:3 s Hamburger SV)                     | Semifinále (prohra 2:3 s Hamburger SV)                     | Semifinále (prohra 2:3 s Hamburger SV)                     | Semifinále (prohra 2:3 s Hamburger SV)                     | Semifinále (prohra 2:3 s Hamburger SV)                     | Semifinále (prohra 2:3 s Hamburger SV)                     | Semifinále (prohra 2:3 s Hamburger SV)                     | Semifinále (prohra 2:3 s Hamburger SV)                     |
| Sezóna 1923/24                                                                           |        |                                                            |                                                            |                                                            |                                                            |                                                            |                                                            |                                                            |                                                            |                                                            |
| Bezirksklasse Ostpreußen, Bezirk I                                                       | ↓↓     | ...                                                        | ...                                                        | ...                                                        | ...                                                        | ...                                                        | ...                                                        | ...                                                        | ...                                                        | 1.                                                         |
| Baltische Fußballmeisterschaft                                                           | ↓      | 4                                                          | 4                                                          | 0                                                          | 0                                                          | 14                                                         | 2                                                          | +12                                                        | 8                                                          | 1.                                                         |
| Deutsche Fußballmeisterschaft                                                            | 1      | Čtvrtfinále (prohra 1:6 s SpVgg 1899 Leipzig-Lindenau)     | Čtvrtfinále (prohra 1:6 s SpVgg 1899 Leipzig-Lindenau)     | Čtvrtfinále (prohra 1:6 s SpVgg 1899 Leipzig-Lindenau)     | Čtvrtfinále (prohra 1:6 s SpVgg 1899 Leipzig-Lindenau)     | Čtvrtfinále (prohra 1:6 s SpVgg 1899 Leipzig-Lindenau)     | Čtvrtfinále (prohra 1:6 s SpVgg 1899 Leipzig-Lindenau)     | Čtvrtfinále (prohra 1:6 s SpVgg 1899 Leipzig-Lindenau)     | Čtvrtfinále (prohra 1:6 s SpVgg 1899 Leipzig-Lindenau)     | Čtvrtfinále (prohra 1:6 s SpVgg 1899 Leipzig-Lindenau)     |
| Sezóna 1924/25                                                                           |        |                                                            |                                                            |                                                            |                                                            |                                                            |                                                            |                                                            |                                                            |                                                            |
| Bezirksklasse Ostpreußen                                                                 | ↓↓     | 13                                                         | 11                                                         | 1                                                          | 1                                                          | 81                                                         | 12                                                         | +69                                                        | 23                                                         | 1.                                                         |
| Baltische Fußballmeisterschaft                                                           | ↓      | 4                                                          | 3                                                          | 0                                                          | 1                                                          | 10                                                         | 4                                                          | +6                                                         | 6                                                          | 1.                                                         |
| Deutsche Fußballmeisterschaft                                                            | 1      | Osmifinále (prohra 2:3 p. s Hertha BSC)                    | Osmifinále (prohra 2:3 p. s Hertha BSC)                    | Osmifinále (prohra 2:3 p. s Hertha BSC)                    | Osmifinále (prohra 2:3 p. s Hertha BSC)                    | Osmifinále (prohra 2:3 p. s Hertha BSC)                    | Osmifinále (prohra 2:3 p. s Hertha BSC)                    | Osmifinále (prohra 2:3 p. s Hertha BSC)                    | Osmifinále (prohra 2:3 p. s Hertha BSC)                    | Osmifinále (prohra 2:3 p. s Hertha BSC)                    |
| Sezóna 1925/26                                                                           |        |                                                            |                                                            |                                                            |                                                            |                                                            |                                                            |                                                            |                                                            |                                                            |
| Bezirksklasse Ostpreußen                                                                 | ↓↓     | 8                                                          | 8                                                          | 0                                                          | 0                                                          | 39                                                         | 7                                                          | +32                                                        | 16                                                         | 1.                                                         |
| Baltische Fußballmeisterschaft                                                           | ↓      | 5                                                          | 4                                                          | 1                                                          | 0                                                          | 15                                                         | 6                                                          | +9                                                         | 9                                                          | 1.                                                         |
| Deutsche Fußballmeisterschaft                                                            | 1      | Osmifinále (prohra 0:4 s Hertha BSC)                       | Osmifinále (prohra 0:4 s Hertha BSC)                       | Osmifinále (prohra 0:4 s Hertha BSC)                       | Osmifinále (prohra 0:4 s Hertha BSC)                       | Osmifinále (prohra 0:4 s Hertha BSC)                       | Osmifinále (prohra 0:4 s Hertha BSC)                       | Osmifinále (prohra 0:4 s Hertha BSC)                       | Osmifinále (prohra 0:4 s Hertha BSC)                       | Osmifinále (prohra 0:4 s Hertha BSC)                       |
| Sezóna 1926/27                                                                           |        |                                                            |                                                            |                                                            |                                                            |                                                            |                                                            |                                                            |                                                            |                                                            |
| Bezirksklasse Ostpreußen                                                                 | ↓↓     | ...                                                        | ...                                                        | ...                                                        | ...                                                        | ...                                                        | ...                                                        | ...                                                        | ...                                                        | 1.                                                         |
| Baltische Fußballmeisterschaft                                                           | ↓      | 5                                                          | 4                                                          | 0                                                          | 1                                                          | 23                                                         | 4                                                          | +19                                                        | 8                                                          | 2.                                                         |
| Deutsche Fußballmeisterschaft                                                            | 1      | Osmifinále (prohra 1:2 s Hertha BSC)                       | Osmifinále (prohra 1:2 s Hertha BSC)                       | Osmifinále (prohra 1:2 s Hertha BSC)                       | Osmifinále (prohra 1:2 s Hertha BSC)                       | Osmifinále (prohra 1:2 s Hertha BSC)                       | Osmifinále (prohra 1:2 s Hertha BSC)                       | Osmifinále (prohra 1:2 s Hertha BSC)                       | Osmifinále (prohra 1:2 s Hertha BSC)                       | Osmifinále (prohra 1:2 s Hertha BSC)                       |
| Sezóna 1927/28                                                                           |        |                                                            |                                                            |                                                            |                                                            |                                                            |                                                            |                                                            |                                                            |                                                            |
| Bezirksklasse Ostpreußen                                                                 | ↓↓     | 12                                                         | 11                                                         | 0                                                          | 1                                                          | 44                                                         | 18                                                         | +26                                                        | 22                                                         | 1.                                                         |
| Baltische Fußballmeisterschaft                                                           | ↓      | 6                                                          | 6                                                          | 0                                                          | 0                                                          | 19                                                         | 5                                                          | +14                                                        | 12                                                         | 1.                                                         |
| Deutsche Fußballmeisterschaft                                                            | 1      | Čtvrtfinále (prohra 0:4 s Hamburger SV)                    | Čtvrtfinále (prohra 0:4 s Hamburger SV)                    | Čtvrtfinále (prohra 0:4 s Hamburger SV)                    | Čtvrtfinále (prohra 0:4 s Hamburger SV)                    | Čtvrtfinále (prohra 0:4 s Hamburger SV)                    | Čtvrtfinále (prohra 0:4 s Hamburger SV)                    | Čtvrtfinále (prohra 0:4 s Hamburger SV)                    | Čtvrtfinále (prohra 0:4 s Hamburger SV)                    | Čtvrtfinále (prohra 0:4 s Hamburger SV)                    |
| Sezóna 1928/29                                                                           |        |                                                            |                                                            |                                                            |                                                            |                                                            |                                                            |                                                            |                                                            |                                                            |
| Bezirksklasse Ostpreußen                                                                 | ↓↓     | 10                                                         | 7                                                          | 2                                                          | 1                                                          | 49                                                         | 16                                                         | +33                                                        | 16                                                         | 1.                                                         |
| Baltische Fußballmeisterschaft                                                           | ↓      | 6                                                          | 4                                                          | 0                                                          | 2                                                          | 22                                                         | 5                                                          | +17                                                        | 8                                                          | 1.                                                         |
| Deutsche Fußballmeisterschaft                                                            | 1      | Osmifinále (prohra 1:2 s Breslauer SC 08)                  | Osmifinále (prohra 1:2 s Breslauer SC 08)                  | Osmifinále (prohra 1:2 s Breslauer SC 08)                  | Osmifinále (prohra 1:2 s Breslauer SC 08)                  | Osmifinále (prohra 1:2 s Breslauer SC 08)                  | Osmifinále (prohra 1:2 s Breslauer SC 08)                  | Osmifinále (prohra 1:2 s Breslauer SC 08)                  | Osmifinále (prohra 1:2 s Breslauer SC 08)                  | Osmifinále (prohra 1:2 s Breslauer SC 08)                  |
| Sezóna 1929/30                                                                           |        |                                                            |                                                            |                                                            |                                                            |                                                            |                                                            |                                                            |                                                            |                                                            |
| Bezirksklasse Ostpreußen                                                                 | ↓↓     | 10                                                         | 7                                                          | 1                                                          | 2                                                          | 41                                                         | 10                                                         | +31                                                        | 15                                                         | 1.                                                         |
| Baltische Fußballmeisterschaft                                                           | ↓      | 6                                                          | 5                                                          | 0                                                          | 1                                                          | 20                                                         | 5                                                          | +15                                                        | 10                                                         | 1.                                                         |
| Deutsche Fußballmeisterschaft                                                            | 1      | Osmifinále (prohra 1:8 s Dresdner SC)                      | Osmifinále (prohra 1:8 s Dresdner SC)                      | Osmifinále (prohra 1:8 s Dresdner SC)                      | Osmifinále (prohra 1:8 s Dresdner SC)                      | Osmifinále (prohra 1:8 s Dresdner SC)                      | Osmifinále (prohra 1:8 s Dresdner SC)                      | Osmifinále (prohra 1:8 s Dresdner SC)                      | Osmifinále (prohra 1:8 s Dresdner SC)                      | Osmifinále (prohra 1:8 s Dresdner SC)                      |
| Sezóna 1930/31                                                                           |        |                                                            |                                                            |                                                            |                                                            |                                                            |                                                            |                                                            |                                                            |                                                            |
| Bezirksliga Königsberg                                                                   | ↓↓↓    | 10                                                         | 7                                                          | 0                                                          | 3                                                          | 55                                                         | 18                                                         | +37                                                        | 14                                                         | 2.                                                         |
| Bezirk Ostpreußen                                                                        | ↓↓     | 6                                                          | 4                                                          | 1                                                          | 1                                                          | 24                                                         | 11                                                         | +13                                                        | 9                                                          | 1.                                                         |
| Baltische Fußballmeisterschaft                                                           | ↓      | 6                                                          | 3                                                          | 0                                                          | 3                                                          | 19                                                         | 14                                                         | +5                                                         | 6                                                          | 2.                                                         |
| Deutsche Fußballmeisterschaft                                                            | 1      | Osmifinále (prohra 1:8 s Dresdner SC)                      | Osmifinále (prohra 1:8 s Dresdner SC)                      | Osmifinále (prohra 1:8 s Dresdner SC)                      | Osmifinále (prohra 1:8 s Dresdner SC)                      | Osmifinále (prohra 1:8 s Dresdner SC)                      | Osmifinále (prohra 1:8 s Dresdner SC)                      | Osmifinále (prohra 1:8 s Dresdner SC)                      | Osmifinále (prohra 1:8 s Dresdner SC)                      | Osmifinále (prohra 1:8 s Dresdner SC)                      |
| Sezóna 1931/32                                                                           |        |                                                            |                                                            |                                                            |                                                            |                                                            |                                                            |                                                            |                                                            |                                                            |
| Bezirksliga Königsberg                                                                   | ↓↓↓    | 5                                                          | 5                                                          | 0                                                          | 0                                                          | 43                                                         | 6                                                          | +37                                                        | 10                                                         | 1.                                                         |
| Bezirk Ostpreußen                                                                        | ↓↓     | 6                                                          | 6                                                          | 0                                                          | 0                                                          | 32                                                         | 7                                                          | +25                                                        | 12                                                         | 1.                                                         |
| Baltische Fußballmeisterschaft                                                           | ↓      | 6                                                          | 3                                                          | 0                                                          | 3                                                          | 16                                                         | 14                                                         | +2                                                         | 6                                                          | 3.                                                         |
| Deutsche Fußballmeisterschaft                                                            | 1      | bez účasti                                                 | bez účasti                                                 | bez účasti                                                 | bez účasti                                                 | bez účasti                                                 | bez účasti                                                 | bez účasti                                                 | bez účasti                                                 | bez účasti                                                 |
| Sezóna 1932/33                                                                           |        |                                                            |                                                            |                                                            |                                                            |                                                            |                                                            |                                                            |                                                            |                                                            |
| Bezirksliga Königsberg                                                                   | ↓↓↓    | 10                                                         | ...                                                        | ...                                                        | ...                                                        | ...                                                        | ...                                                        | ...                                                        | 14                                                         | 2.                                                         |
| Bezirk Ostpreußen                                                                        | ↓↓     | 8                                                          | 4                                                          | 1                                                          | 3                                                          | 17                                                         | 15                                                         | +2                                                         | 9                                                          | 4.                                                         |
| Baltische Fußballmeisterschaft                                                           | ↓      | bez účasti                                                 | bez účasti                                                 | bez účasti                                                 | bez účasti                                                 | bez účasti                                                 | bez účasti                                                 | bez účasti                                                 | bez účasti                                                 | bez účasti                                                 |
| Deutsche Fußballmeisterschaft                                                            | 1      | bez účasti                                                 | bez účasti                                                 | bez účasti                                                 | bez účasti                                                 | bez účasti                                                 | bez účasti                                                 | bez účasti                                                 | bez účasti                                                 | bez účasti                                                 |

### Ligový systém (1933 – 1944)
Stručný přehled
Zdroj: 
- 1933–1935: Gauliga Ostpreußen – sk. A
- 1935–1938: Gauliga Ostpreußen – sk. Königsberg
- 1938–1944: Gauliga Ostpreußen

Jednotlivé ročníky
Zdroj: 
Legenda: Z - zápasy, V - výhry, R - remízy, P - porážky, VG - vstřelené góly, OG - obdržené góly, +/- - rozdíl skóre, B - body, červené podbarvení - sestup, zelené podbarvení - postup, fialové podbarvení - reorganizace, změna skupiny či soutěže
| Velkoněmecká říše (1933 – 1944) |                                     |        |    |    |   |   |    |    |     |    |        |
| Sezóny                          | Liga                                | Úroveň | Z  | V  | R | P | VG | OG | +/- | B  | Pozice |
| 1933/34                         | Gauliga Ostpreußen – sk. A          | 1      | 12 | 10 | 0 | 2 | 40 | 20 | +20 | 20 | 2.     |
| 1934/35                         | Gauliga Ostpreußen – sk. A          | 1      | 12 | 3  | 3 | 6 | 27 | 34 | -7  | 9  | 6.     |
| 1935/36                         | Gauliga Ostpreußen – sk. Königsberg | 1      | 12 | 7  | 3 | 2 | 45 | 19 | +26 | 17 | 2.     |
| 1936/37                         | Gauliga Ostpreußen – sk. Königsberg | 1      | 12 | 10 | 0 | 2 | 35 | 17 | +18 | 20 | 2.     |
| 1937/38                         | Gauliga Ostpreußen – sk. Königsberg | 1      | 12 | 9  | 0 | 3 | 53 | 24 | +29 | 18 | 2.     |
| 1938/39                         | Gauliga Ostpreußen                  | 1      | 18 | 6  | 3 | 9 | 41 | 45 | -4  | 15 | 6.     |
| 1939/40                         | Gauliga Ostpreußen                  | 1      | 5  | 5  | 0 | 0 | 34 | 4  | +30 | 10 | 1.     |
| 1940/41                         | Gauliga Ostpreußen                  | 1      | 12 | 10 | 2 | 0 | 49 | 7  | +42 | 22 | 1.     |
| 1941/42                         | Gauliga Ostpreußen                  | 1      | 12 | 11 | 0 | 1 | 61 | 12 | +49 | 22 | 1.     |
| 1942/43                         | Gauliga Ostpreußen                  | 1      | 12 | 11 | 0 | 1 | 92 | 6  | +86 | 22 | 1.     |
| 1943/44                         | Gauliga Ostpreußen                  | 1      | 12 | 10 | 2 | 0 | 90 | 15 | +75 | 22 | 1.     |

Poznámky:
- 1939/40: Klub v německém mistrovství skončil v základní skupině 1a, kde se umístil na druhém místě.
- 1940/41: Klub v německém mistrovství skončil v základní skupině 2a, kde se umístil na třetím místě.
- 1941/42: Klub v německém mistrovství skončil ve čtvrtfinále, kde podlehl klubu SpVgg Blau-Weiß 90 poměrem 1:2.
- 1942/43: Klub sice opanoval svůj osmifinálový zápas v německém mistrovství nad varšavským policejním klubem Ordnungspolizei vysokým rozdílem 5:1, ale z důvodu korupčního jednání byl ve čtvrtfinále nahrazen týmem SV Neufahrwasser, nad kterým zvítězil v prvním kole poměrem 3:1.
- 1943/44: Klub v německém mistrovství skončil v osmifinále, kde podlehl klubu HSV Groß Born poměrem 3:10.